# Forat oval del cor

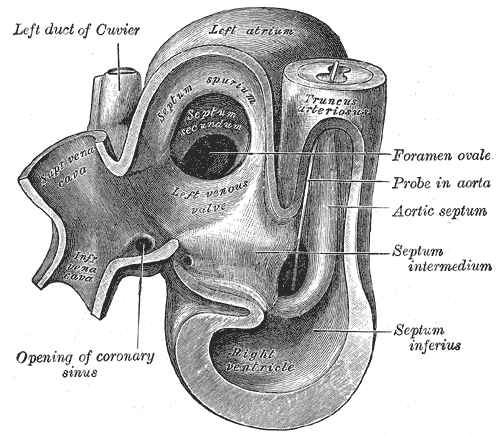
Cor d'embrió humà d'aproximadament 35 dies, obert pel costat dret. La fossa oval es troba etiquetada a dalt a la dreta.

La forat oval (del cor) o foramen ovale és un forat present en l'embrió en la cinquena setmana de desenvolupament i que està situat al septe interauricular. En l'embrió, el forat oval permet el flux de sang de l'aurícula dreta a l'esquerra degut a un gradient de pressió; d'aquesta manera s'evita el pas de la sang pels ventrícles i l'arribada d'aquesta als pulmons. Després del naixement i amb l'inici de la circulació pulmonar, augmenta la pressió sanguínia a l'aurícula esquerra de manera que el septe atrial primari i secundari tancaran el foramen oval i ambdues aurícules se separaran definitivament. Llavors el forat s'haurà convertit en la fossa oval del cor.
En alguns casos, el septe atrial primari s'adhereix al secundari i la fossa oval no es tanca completament. Tot i això, degut a les relacions de pressió existents, aquest fenomen serà hemodinamicament irrellevant.